# Rail Route
Rail Route je strategická budovatelská indie videohra, kterou vyvíjí český vývojář Bitrich.info. Hra je koncipována jako simulátor vlakového dispečera, kde má hráč za úkol vytvořit efektivní síť železnic ve městě. Vzhled i hudba videohry je inspirována minimalismem.
Hra byla poprvé představena 17. dubna 2018, ale pouze jako testovací demoverze. V prosinci 2020 byla hra oznámena na platformě Steam a 23. června 2021 předběžně vydána. 22. ledna bylo oznámeno, že 22. února bude hra vydána plně.

## Hratelnost
Rail Route je budovatelsky strategická hra, kde je cílem vytvořit efektivní síť železnic. Hra funguje jako simulátor dispečera, kdy má hráč na starosti propojit jednotlivé zastávky a dopravit cestující do požadované stanice. K dispozici je řada vylepšení (automatické výhybky, rychlejší tratě, senzory příjezdu a odjezdu, informační nápisy…), ale i různé režimy, díky kterým si může hráč zkusit různé techniky, či si postavit vlastní železnici. Mapy ve hře jsou inspirovány skutečnými městy.

### Herní režimy

#### Nekonečný režim
V nekonečném herním režimu začíná hra začíná pouze se třemi stanicemi. Úkolem hráče je rozvětvovat a organizovat síť železnic, kupovat nové zastávky, vylepšovat tratě a přijímat nové kontrakty. Hráč také postupně získává zkušenostní body, za které si odemyká vylepšení.

#### Režim jízdních řádů
Druhým režimem je režim jízdních řádů, kde je úkolem v omezeném časovém limitu vypravit co nejvíce vlaků. Hráč začíná s několika vzájemně propojenými zastávkami a podobně jako v nekonečném režimu je jeho cílem dopravit vlaky bezpečně a co nejrychleji na požadované zastávky. V režimu jízdních řádů může hráči přijet ze začátku více vlakových souprav najednou.

### Editor map
Ve hře má hráč k dispozici také editor map. V něm může již vytvořené mapy přestavět podle sebe, nebo založit nové. Hra zároveň poskytuje uživateli plný přístup k vylepšením i k nastavení časů příjezdů a odjezdů vlaků.

## Galerie
- Automatizace tratí
- Stavba tratí a zastávek
- Celkový přehled mapy
- Vytváření mapy